# Мис Альохіна
43°55′49″ пн. ш. 145°32′06″ сх. д. / 43.93028° пн. ш. 145.53500° сх. д.
Мис Альо́хіна (рос. Мыс Алёхина) — мис на заході російського острова Кунашир. Знаходиться у Кунаширській протоці, що сполучає Охотське море з протокою Зради, навпроти японського острова Хоккайдо (півострів Сіретоко). Названий через розташування біля мису селища Альохіного (ліквідоване в 1962 році), яке в свою чергу було назване на честь відомого російського ботаніка Василя Альохіна.
Мис не виступає в море далеко. В основі мису, з південного боку, знаходиться бухта Альохіна, в яку впадає річка Альохіна. Мис гористий, вкритий лісовою рослинністю. Територія мису входить до складу Курильського державного природного заповідника.